# Penov
Penov je prezime koje se nalazi među makedonskim (makedonski: Пенов), bugarskim (bugarski: Пенов) i hrvatskim (hrvatski: Penov) zajednicama. Prezime je zabilježeno u različitim regijama, uključujući Makedoniju, Bugarsku i Hrvatsku, kao i među Hrvatima u Vojvodini, posebno u mjestima Titel, Perlez i Slankamen.